# هجره
ال هاجاراه یک روستا در ناحیه مناخه است که در استان صنعا کشور یمن واقع شده‌است.

## خصوصیات
ال هاجاراه ۲٬۵۰۰ نفر جمعیت دارد و ۱٬۸۵۸ متر بالاتر از سطح دریا واقع شده‌است.